# Endolymfa

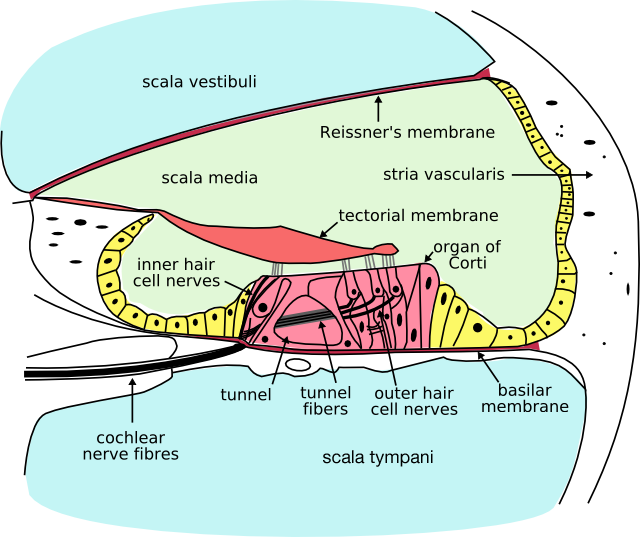
Schematický řez hlemýžděm. Nazelenalá oblast uprostřed (tzv. scala media) je vyplněna endolymfou a je fyzicky oddělena membránami od oblastí vyplněných perilymfou (modře). Mimo to se endolymfa nachází i v ostatních strukturách vnitřního ucha

Endolymfa je tekutina, přesněji kapalina, přítomná uvnitř blanitého labyrintu vnitřního ucha obratlovců. Zevnitř tak omývá různé dutiny uvnitř váčků a trubic vnitřního ucha. Je dramaticky odlišná od jakékoliv tělní tekutiny v těle. Z chemického hlediska (iontovým složením) se spíše podobá cytoplazmě – obsahuje vysoké koncentrace draselných iontů a velmi nízké množství sodných iontů; liší se však vysokým obsahem vápenatých iontů (0,3–0,6 mmol/L). Výjimku představuje endolymfa ryb, která obsahuje vysoké koncentrace sodných iontů (110–140 mmol/L ve srovnání s 3–40 mmol/L u savců). Je zajímavé, že rovněž tekutina, která omývá sluchový orgán některých bezobratlých (např. dvoukřídlého hmyzu), se nazývá „endolymfa“ – a má dokonce podobné chemické složení.
Lidská endolymfa je produkována v oblasti tzv. stria vascularis, bohatě prokrveném místě hlemýždě. Díky vysokému obsahu draslíku je vůči perilymfě pozitivně nabitá (potenciál cca +80 mV). Endolymfa má podle R. Jelínka převážně homeostatickou roli (udržuje rovnováhu), nicméně jiné učebnice uvádí, že endolymfa funguje zcela obdobně jako perilymfa, tedy převádí v hlemýždi zvukové vlny a dále např. v polokruhovitých kanálcích dráždí receptory statoakustického aparátu.